# Trandolapril
Trandolapril je ACE inhibitor koji sadržava dikarboksilatnu skupinu. To je inhibitor enzima koji konvertira angiotenzin I u angiotenzin II (ACE) te sprečava razgradnju bradikinina. U tijelu se pretvara u aktivni oblik - trandolaprilat. 

## Primjena
Djeluje na enzim u plazmi, ali, zahvaljujući svojoj izraženoj lipofilnosti, i na tkivni enzim. Konačni učinak je periferna vazodilatacija, smanjenje arterijskoga tlaka i ukupna perifernoga otpora te smanjenje retencije vode i soli. Učinak trandolaprila na sniženje arterijskoga tlaka pojavljuje se jedan sat nakon uzimanja i traje najmanje 24 sata. 
Koristi se za liječenje esencijalne arterijske hipertenzije u definiranoj dnevnoj dozi od 2 mg. Trandolapril se ne smije primijeniti u slučaju prijašnje pojave angioneurotskog edema, suženja bubrežnih arterija, stanja nakon transplantacije bubrega, suženja aortalnog ili mitralnog ušća srca, hipertrofijske kardiomiopatije, primarno povišene koncentracije aldosterona u krvi, za vrijeme trudnoće i za vrijeme dojenja. 
Oprez je potreban kod teških oštećenja jetre/ciroze jetre s ascitesom, dijalize, bolesnika s klirensom kreatinina < 30ml/min, neliječena dekompenzirana srčanoga popuštanja te dječje dobi bolesnika. Također, valja odvagnuti korist i rizik u slučajevima proteinurije (>1g/dan), teške poremetnje razine elektrolita, imunoloških bolesti ili kolagenoza (npr. lupus eritematosus, sklerodermija) te istovremenim liječenjem imunosupresivima. Za vrijeme liječenja trandolaprilom ne smije se činiti hemodijaliza ili hemofiltracija na poliakril-nitril-metalil-sulfatnim high flux membranama, zbog opasnosti od jake alergije. 

## Neželjeni učinci
Moguće nuspojave jesu simptomi vrtoglavice, osjećaj slabosti, smetnje vida i sl. Katkada mogu nastupiti ili se pojačati i poremećaji bubrežne funkcije, u pojedinačnim slučajevima sve do akutna zatajenja bubrega, a također i suhi podražajni kašalj i bronhitis. 
U pojedinačnim slučajevima razvijaju se otekline koje zahvaćaju grkljan, ždrijelo, i/ili jezik. Moguća je pojava mučnine, tegoba u gornjemu dijelu trbuha, probavnih smetnji, rijetko kad povraćanja, proljeva, zatvora ili gubitka teka.